# Guanozin-monofosfat
Guanozin monofosfat, 5'-guanidilna kiselina ili guanilna kiselina i skraćeno GMP, je nukleotid koji je RNK gradivni blok. On je ester fosforne kiseline sa nukleozidom guanozinom. GMP se sastoji od fosfatne grupe, pentoznog šećera riboze, i nukleobaze guanina. Guanozin monofosfat je proizvodi iz sušene ribe ili sušene morske trave. Kao supstituent on se označava prefiksom guanilil-.

## Ishrana
Guanozin monofosfat u obliku svojih soli, kao što su dinatrijum-guanilat (E627), dikalijum-guanilat (E628) i kalcijum-guanilat (E629), je Prehrambeni aditiv korišćen kao pojačivač arome za stvaranje umami ukusa. On se često koristi zajedno sa dinatrijum inozinatom, u kombinaciji poznatoj kao dinatrijum 5'-ribonukleotidei. Dinatrijum guanilat se često nalazi u instant granulama, čipsu od krompira i pićima, pirinču, konzerviranom povrću, suvomesnatim proizvodima, i paket supi.

## Farmakologija
Analog glutamina  može biti korišćen kao inhibitor guanozin monofosfat sinteze u eksperimentalnim modelima.

## Literatura
1. ↑   уреди
2. ↑  Evan E. Bolton; Yanli Wang; Paul A. Thiessen; Stephen H. Bryant (2008). „Chapter 12 PubChem: Integrated Platform of Small Molecules and Biological Activities”. Annual Reports in Computational Chemistry. 4: 217—241. doi:10.1016/S1574-1400(08)00012-1.
3. ↑  Steitz TA (2006). „Visualizing polynucleotide polymerase machines at work”. EMBO J. 25 (15): 3458—68. PMC 1538561 . PMID 16900098. doi:10.1038/sj.emboj.7601211.
4. ↑  Ahluwalia GS, Grem JL, Hao Z, Cooney DA (1990). „Metabolism and action of amino acid analog anti-cancer agents”. Pharmacol. Ther. 46 (2): 243—71. PMID 2108451.

## Spoljašnje veze
- Guanosine+monophosphate на 